# Liste des maires de Chambéry
La liste des maires de Chambéry présente la liste des représentants de l'autorité municipale — syndics, pour la période savoyarde, puis sarde, et maires pour la période française — de la commune de Chambéry, préfecture du département de la Savoie. Au cours de la période savoyarde, le premier magistrat de la commune est un syndic.

## Histoire
Jusqu'à l'invasion des troupes révolutionnaires françaises en 1792 du duché de Savoie, la ville de Chambéry était dirigée par un premier syndic et son conseil.
L'annexion de la Savoie voit se mettre en place l'administration française, dont la fonction de maire. Le premier Président de la municipalité provisoire, puis maire est Charles Antoine Mansord.
À la suite de la Restauration des États de Savoie en 1815, Chambéry retrouve le système de gestion sarde jusqu'à l'Annexion de la Savoie à la France, à la suite du traité de Turin de 1860. Le nouveau maire de la ville est Frédéric d'Alexandry d'Orengiani, qui restera en place de 1860 à 1870.

## L'Hôtel de ville
Construit en 1863, à la place de l'ancienne maison de la Cité, sur les plans des architectes Charles-Bernard Pellegrini et Joseph-Samuel Revel.

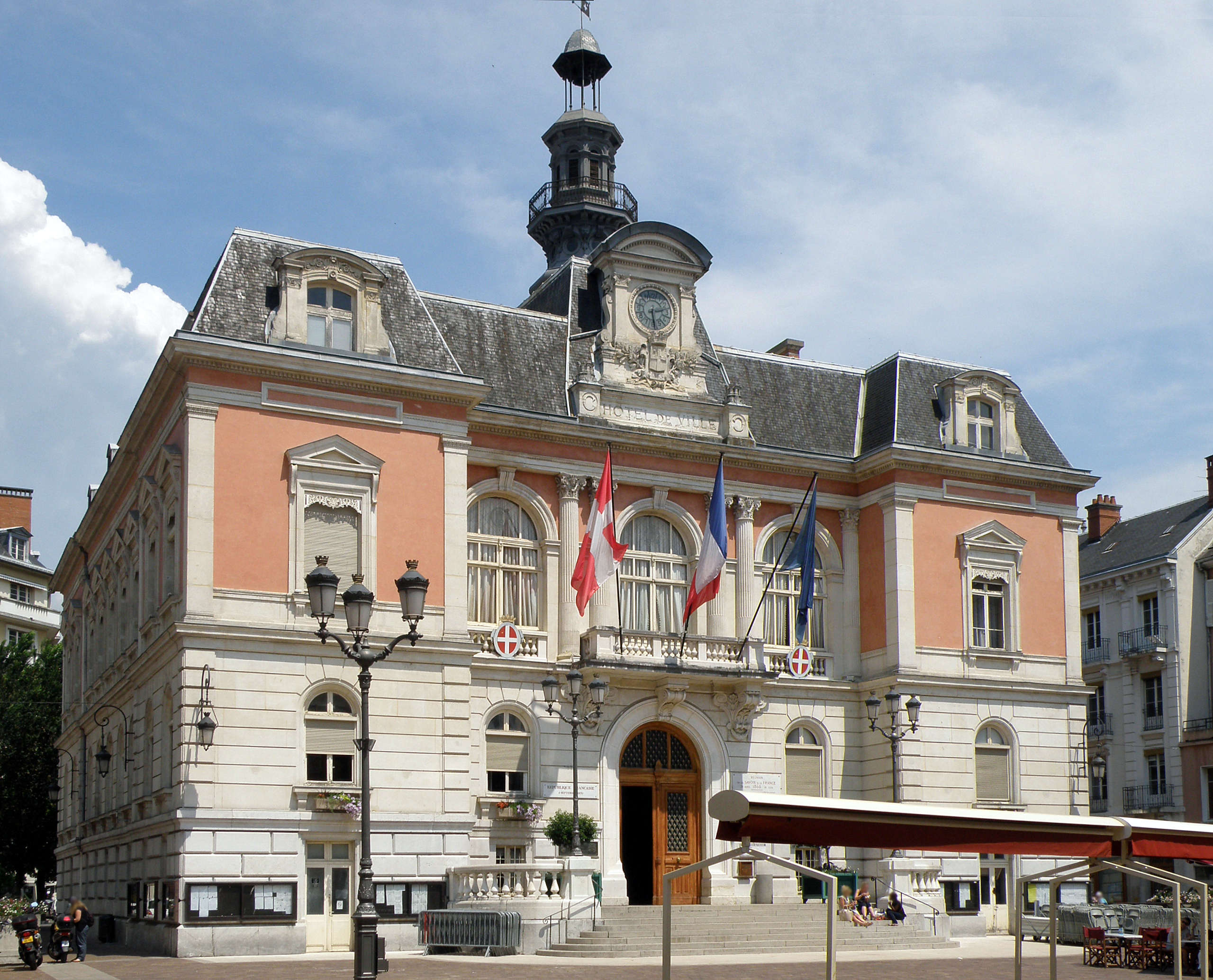
Hôtel de ville de Chambéry.
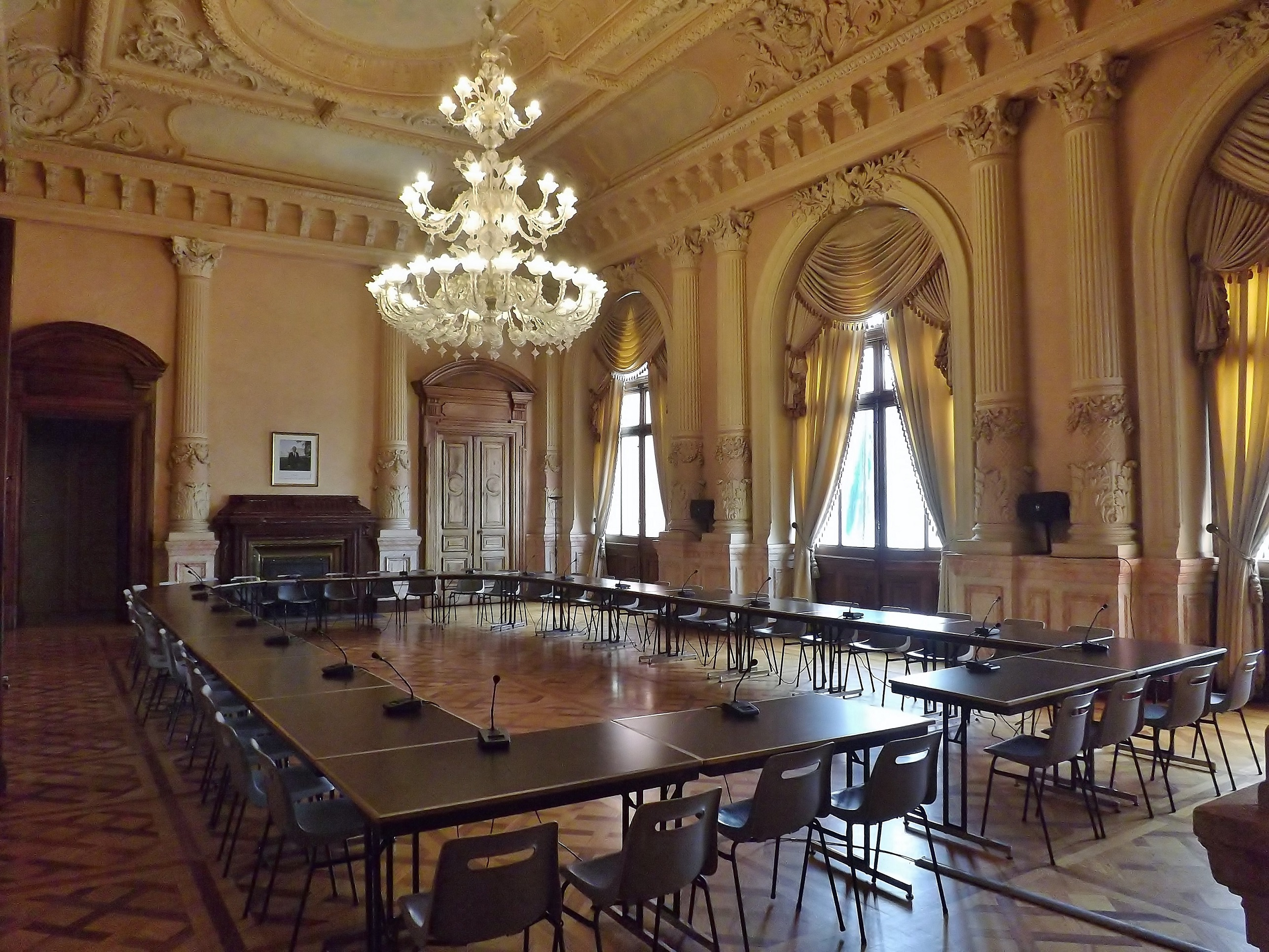
Salle du conseil municipal.

## Liste des maires

### De 1793 à 1944
| Période                                  | Période           | Identité                         | Étiquette      | Qualité                                                                                        |
| ---------------------------------------- | ----------------- | -------------------------------- | -------------- | ---------------------------------------------------------------------------------------------- |
| Les données manquantes sont à compléter. |                   |                                  |                |                                                                                                |
| 1792                                     | 1795              | Charles Antoine Mansord          |                | Avocat et jurisconsulte                                                                        |
| Les données manquantes sont à compléter. |                   |                                  |                |                                                                                                |
| 1805                                     | 1806              | Gruat cadet                      |                |                                                                                                |
| ?                                        | ?                 | Claude Picollet                  |                |                                                                                                |
| 21 juillet 1800                          | 23 septembre 1801 | Pierre-Marie Grand               |                |                                                                                                |
| 1860 : annexion de la Savoie à la France |                   |                                  |                |                                                                                                |
| 1860                                     | 1870              | Frédéric d'Alexandry d'Orengiani | Conservateur   | Conseiller général du Châtelard (1861 → 1886) Ancien syndic de Villard-d'Héry (1851 → 1859)    |
| 1870                                     | 1870              | Victor Python                    |                | Commission municipale provisoire                                                               |
| 1870                                     | 1870              | Jean-Baptiste Finet              |                | Commission municipale provisoire                                                               |
| 1870                                     | 1871              | Jean-Jacques Python              |                | Commission municipale provisoire                                                               |
| 1872                                     | 1872              | Felix Forest                     |                | Démissionnaire                                                                                 |
| 1872                                     | 1874              | Jean Antoine Lubin               |                | Démissionnaire                                                                                 |
| 1874                                     | 1874              | Joseph de Ville de Travernay     |                | Magistrat, ancien adjoint au maire Marquis de Travernay Démissionnaire                         |
| 1874                                     | 1880              | Charles Roissard                 |                |                                                                                                |
| 1881                                     | 1883              | Jules Dumaz                      |                | Docteur-médecin                                                                                |
| 1883                                     | 1884              | François Ducret                  |                |                                                                                                |
| 1884                                     | 1893              | Antoine Perrier                  | Républicain    | Avoué Député de la Savoie (1889 → 1900) Conseiller général de Chambéry-Nord (1887 → 1913)      |
| 1894                                     | 1896              | Pierre Alphonse Revoil           |                |                                                                                                |
| 1896                                     | 1903              | Jules Challier                   |                |                                                                                                |
| 1903                                     | 1914              | Ernest Veyrat                    | Rad.           | Médecin Décédé en fonction                                                                     |
| 1914                                     | 1919              | Edouard Pavèse                   |                |                                                                                                |
| 1919                                     | 1925              | Lucien Chiron                    |                | Industriel, président de la CCI de Savoie                                                      |
| 1925                                     | 1932              | Eugène Julliand                  | Rad.           | Médecin Conseiller général de Chambéry-Sud (1928 → 1934)                                       |
| 1932                                     | 1935              | Henri Commandeur                 | Droite modérée | Fonctionnaire Démissionnaire                                                                   |
| 1935                                     | 1941              | Albert Perriol                   | Rad.           | Avocat Écarté par Vichy                                                                        |
| 1941                                     | 1944              | Henri Commandeur                 | Droite modérée | Ancien chef de division à la Préfecture Nommé conseiller départemental en 1942 Nommé par Vichy |

### Depuis 1944
Depuis la Libération, dix maires se sont succédé à la tête de la commune.
| Période          | Période          | Identité                             | Étiquette             | Qualité |
| ---------------- | ---------------- | ------------------------------------ | --------------------- | --- |
| 1944             | mai 1945         | Amédée Daille Neveu de Marius Daille | PRRRS                 | Inspecteur des contributions de Savoie et résistant Nommé par le Comité départemental de libération |
| mai 1945         | octobre 1947     | François Marcet                      | SFIO                  | Employé puis cheminot, résistant MLN Conseiller général de Chambéry-Sud (1945 → 1949) |
| octobre 1947     | mars 1959        | Paul Chevallier                      | PRRRS                 | Limonadier Sénateur de la Savoie (1952 → 1968) Conseiller général de Chambéry-Sud (1949 → 1961) Vice-président du conseil général de la Savoie |
| mars 1959        | 20 mars 1977     | Pierre Dumas                         | UNR puis UDR puis RPR | Directeur commercial Secrétaire d'État (1962 → 1969) Député de la Savoie (3e circ.) (1958 → 1973) Conseiller général de Beaufort-sur-Doron (1958 → 1973) Conseiller général de Chambéry-Sud (1976 → 1986)                                                                                           |
| 20 mars 1977,    | 13 mars 1983     | Francis Ampe                         | PS                    | Urbaniste Conseiller régional de Rhône-Alpes (1977 → 1983) |
| 13 mars 1983     | 24 mars 1989     | Pierre Dumas                         | RPR                   | Administrateur de société Sénateur de la Savoie (1986 → 1995) Conseiller général de Chambéry-Sud (1976 → 1986) Conseiller régional de Rhône-Alpes (1983 → 1998) Vice-président de la Région Rhône-Alpes (1986 → 1998)                                                                               |
| 24 mars 1989     | 2 juin 1997      | Louis Besson                         | PS                    | Attaché d'administration universitaire Ministre délégué puis ministre (1989 → 1991) Ancien député de la Savoie (1re circ.) (1973 → 1989) Conseiller régional de Rhône-Alpes (1986 → 1998) Conseiller général de Saint-Alban-Leysse (1973 → 2001) Ancien maire de Barby (1965 → 1989) Démissionnaire |
| 30 juin 1997     | 16 mars 2001     | André Gilbertas                      | SE-DVG                | Chirurgien cardiaque Premier adjoint au maire (1989 → 1997) |
| 16 mars 2001     | 6 septembre 2007 | Louis Besson                         | PS                    | Ancien secrétaire d'État au logement (1997 → 2001) Président de la CA Chambéry métropole (2005 → 2014) Démissionnaire |
| 6 septembre 2007 | 4 avril 2014     | Bernadette Laclais                   | PS                    | Chargée de mission Députée de la Savoie (4e circ.) (2012 → 2017) Conseillère régionale de Rhône-Alpes (1998 → 2012) Vice-présidente de la Région Rhône-Alpes (2004 → 2012) Vice-présidente de la CA Chambéry métropole                                                                              |
| 4 avril 2014     | 4 juillet 2020   | Michel Dantin                        | UMP → LR              | Inspecteur général de l'agriculture Député européen (2009 → 2019) Ancien conseiller général de Chambéry-Nord (1985 → 1998) |
| 4 juillet 2020   | En cours         | Thierry Repentin                     | DVG (ex-PS)           | Cadre Ancien ministre délégué (2012 → 2014) Ancien sénateur de la Savoie Conseiller régional d'Auvergne-Rhône-Alpes Conseiller départemental de Chambéry-1 (2015 → 2020) |

## Liste des syndics

### DuXVesiècleà 1792
Durant la période du duché de Savoie, jusqu'en 1792, le représentant de la commune est le syndic. Les syndics sont généralement désignés, puis élus par le Conseil à partir de 1766, pour une année.
| Période | Période | Identité                              | Étiquette | Qualité         |
| ------- | ------- | ------------------------------------- | --------- | --------------- |
| 1624    | 1630    | Charles-Janus de Buttet               |           | ...             |
| 1639    | 1639    | Benoît Perrin                         |           | ...             |
|         | ...     |                                       |           | ...             |
| 1585    | 1585    | Guillaume Joseph d'Oncieu (1739-1800) |           | ...             |
|         | ...     |                                       |           | ...             |
| 1513    | 1514    | Martin Oddinet                        |           | Noble et égrège |
| 1614    | 1614    | Jean de Reydet de Vulpillières        |           | ...             |

La charge de syndic disparaît avec l'occupation du duché de Savoie par les troupes révolutionnaires françaises en 1792 et la mise en place d'une nouvelle administration et d'un maire en 1793.

### De 1815 à 1860
La Restauration sarde en 1815 amène un retour à l'administration communale avec un syndic, nommé par lettres patentes, pour deux années (patentes de décembre 1815), puis portée à trois années (patentes de septembre 1837), avec possibilité d'être renommés
| Période | Période | Identité                          | Étiquette | Qualité                                       |
| ------- | ------- | --------------------------------- | --------- | --------------------------------------------- |
| 1815    | ...     | ...                               |           | ...                                           |
| 1821    | 1823    | Louis Bonaventure Perrin de Lépin |           | Rentier                                       |
| 1830    | ...     | Charles de Menthon d'Aviernoz     |           | Militaire                                     |
| 1833    | ...     | Louis Bonaventure Perrin de Lépin |           | Rentier                                       |
|         | ...     | ...                               |           | ...                                           |
| 1837    | 1840    | Charles de Boigne                 |           | ...                                           |
|         | ...     | ...                               |           | ...                                           |
| 1850    | 1852    | Ambroise Delachenal (?)           |           | Ancien député savoyard au Parlement de Turin  |
| 1852    | 1853    | Timoléon Chapperon                |           | Ancien député savoyard au Parlement de Turin. |
| 1853    | 1855    | Ambroise Delachenal (?)           |           | ...                                           |
| ...     | ...     | ...                               |           | ...                                           |

## Politique et administration
La ville de Chambéry est le chef-lieu du département de la Savoie. La commune est divisée en trois cantons : Chambéry-1 (intégrant également la commune de Sonnaz, Chambéry-2 (intégrant également la commune de Jacob-Bellecombette) et Chambéry-3 (intégrant également la commune de Cognin).
Une seule circonscription législative concerne les Chambériens : la quatrième circonscription de la Savoie depuis 2012. [réf. souhaitée]
Chambéry abrite la plupart des directions départementales des services publics, ainsi l'Institut de la montagne. Chambéry fait partie de la communauté d'agglomération de Chambéry métropole depuis la création de cette intercommunalité, en 1956. Avec l'adhésion au 1er janvier 2006 de huit communes rurales (Curienne, La Thuile, Thoiry, Puygros, Saint-Sulpice, Saint-Cassin, Montagnole et Les Déserts) qui porte à 24 le nombre de communes membres, Chambéry et son agglomération réunissent plus de 120 000 habitants. Par ailleurs, la ville se trouve au cœur du syndicat mixte Métropole Savoie chargé de la gestion du développement urbain des bassins aixois, chambérien ainsi que de la Combe de Savoie. [réf. souhaitée]
Dans le cadre de la politique de proximité, la municipalité a mis en place six mairies de quartiers en 2002, à Chambéry-le-Vieux, à Bissy, au Biollay, à Chambéry-Centre, aux Hauts-de-Chambéry et au Laurier. [réf. souhaitée] Elles s'occupent, essentiellement, des formalités d’état-civil et de listes électorales. Elles facilitent l'accès aux documents administratifs et aux enquêtes publiques et les inscriptions aux services publics. Ces six mairies sont le volet administratif de la démocratie participative mise en place, avec six conseils de quartiers, opérationnels depuis 2002. [réf. souhaitée]

### Administration municipale
Le conseil municipal chambérien est composé de 45 conseillers municipaux, parmi lesquels le maire, 19 adjoints et 13 conseillers municipaux délégués.
Voici le partage des sièges au sein du conseil municipal de Chambéry pour la période 2020-2026 :

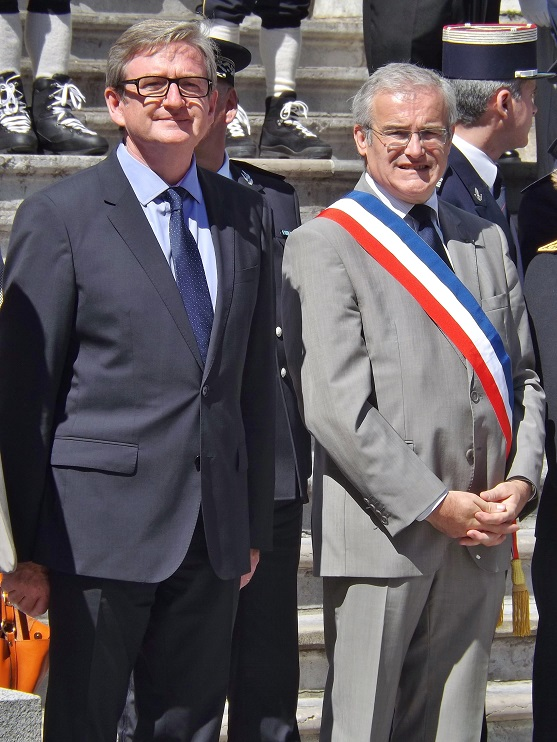
Xavier Dullin, président de Chambéry métropole et conseiller municipal, et Michel Dantin, maire de Chambéry (été 2014).

L'élection municipale de 2014 a eu lieu en deux tours à Chambéry. Le premier tour a donné 49,66 % à la liste de Michel Dantin, 35,99 % à la liste de Bernadette Laclais, et 7,17 % (même nombre exact de voix) aux listes de Guy Fajeau (Front de gauche) et de Laurent Ripart (Parti de gauche et Nouveau Parti anticapitaliste). Le deuxième tour a par la suite été favorable à la liste de Michel Dantin qui a recueilli 54,74 % des suffrages. L’abstention a été à Chambéry lors de ce scrutin de 45,66 % au premier tour, et de 40,81 % au second tour.
Concernant la précédente majorité, le 27 août 2007, le maire Louis Besson annonce sa démission quelques semaines après ses 70 ans. Il soutient alors la candidature de sa première adjointe, Bernadette Laclais. Celle-ci est élue pour finir le mandat en 2008, année des élections municipales, Louis Besson devenant dans le même temps son premier adjoint, tout en conservant son mandat de président de la Communauté d'agglomération Chambéry métropole. À 40 ans, Bernadette Laclais est la première femme maire de Chambéry. Lors de l’élection municipale de mars 2008, le taux de participation, du premier et unique tour, fut 59,77 % et la liste socialiste Chambéry au cœur avec à sa tête Bernadette Laclais a recueilli 50,14 % des suffrages soit 9 457 voix, suivie de la liste UMP et centriste menée par Xavier Dullin, intitulée Chambéry, la nouvelle vie, ayant reçu 39,64 % des suffrages soit 7 477 voix. En troisième position, la liste d'extrême gauche, Chambéry 100 % à gauche, avec à sa tête Laurent Ripart a obtenu 5,78 % des suffrages soit 1 092 voix. Les autres listes n'ont, quant à elles, pas dépassé les 3 %.
En matière d'intercommunalité, le président de la communauté d'agglomération Grand Chambéry est actuellement le maire de Chambéry, Thierry Repentin.